# Cam Broten
Pour les articles homonymes, voir Broten.
Cam Broten (né le 29 avril 1978 à Regina en Saskatchewan) est un homme politique saskatchewanais (canadien), il était le chef du Nouveau Parti démocratique de la Saskatchewan et Chef de l'Opposition officielle de la Saskatchewan du 9 mars 2013 au 23 avril 2016. Il était le député provinciale de la circonscription de Saskatoon Massey Place entre 2007 et 2016.